# Wędrówki zwierząt

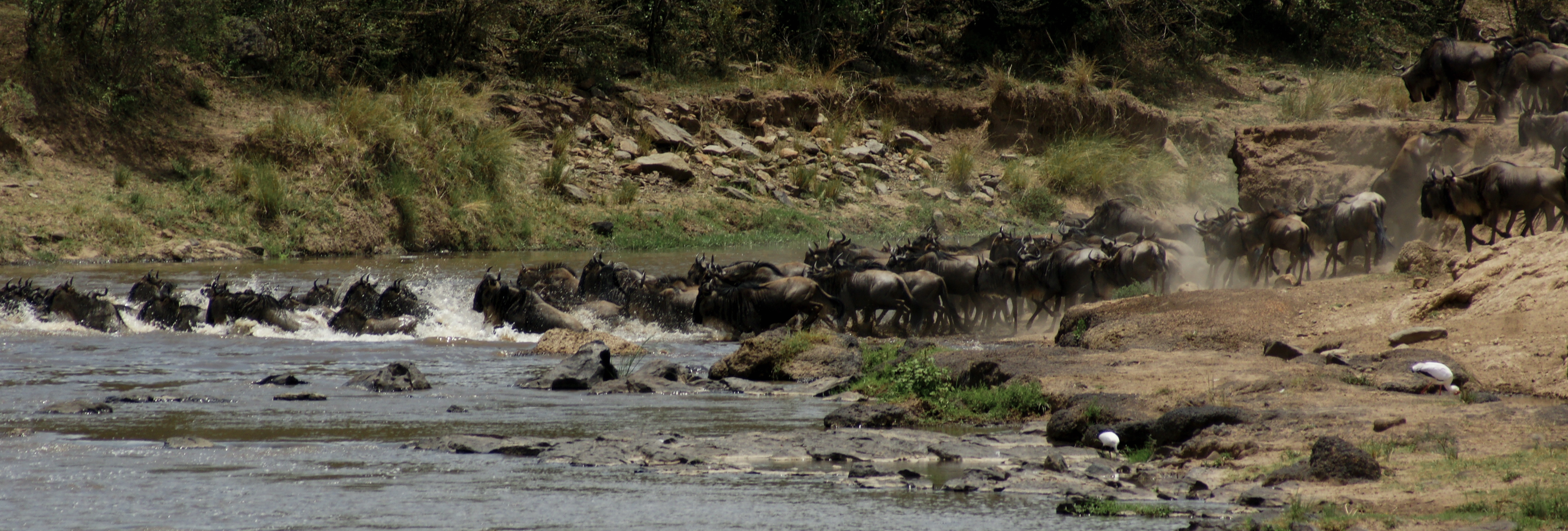
Gnu pokonujące rzekę Mara w Tanzanii

Wędrówki zwierząt, migracje zwierząt – zazwyczaj sezonowe i regularne przemieszczanie się zwierząt (osobników, stad lub całych populacji) na różne odległości. Migracje występują u wszystkich kręgowców i u niektórych bezkręgowców. Zwierzęce wędrówki klasyfikowane są według kilku kryteriów.

## Kryteria klasyfikowania wędrówek

### Sposób poruszania się
Wędrówki bierne (pasywne) charakterystyczne dla zwierząt morskich, a zwłaszcza dla ich najmłodszych stadiów rozwojowych niezdolnych przeciwstawiać się ruchom wody – ikry i larw. Rzadziej dotyczą narybku, a sporadycznie dorosłych ryb. Organizmy przemieszczane są przez prądy morskie, czasami na odległość tysięcy kilometrów.
Wędrówki czynne polegające na aktywnym poruszaniu się zwierząt w określonym kierunku, w wyniku podniet wewnętrznych przy określonych warunkach środowiskowych.

### Cykliczność
Przemieszczanie się zwierząt może odbywać się cyklicznie lub niecyklicznie.
Wędrówka cykliczna (regularna) jest regularnym, zakodowanym genetycznie przemieszczaniem się organizmów związanym z cyklami życiowymi (np. wędrówki rozrodcze) wynikającym ze zmiany pory dnia (np. spowodowane zmianą oświetlenia dobowe migracje pionowe planktonu lub żerowiskowe wędrówki pionowe ryb głębinowych) lub roku (np. ptaki). Często wywoływana jest zmianą dostępności pokarmu (wędrówki żerowiskowe) lub chęcią uniknięcia drapieżników.

Trasy wędrówek motyla Danaus plexippus – animacja

Wędrówki niecykliczne (nieregularne) to aktywne przemieszczanie się organizmów związane najczęściej z klęskami żywiołowymi lub przegęszczeniem populacji. Wędrówka ta może odbywać się na małe odległości (np. w glebie) lub na znaczne – rzędu kilku tysięcy kilometrów. Przykładem są niecykliczne wędrówki szarańczy wędrownej na odległość do 2 tys. km.
Wśród owadów spektakularną wędrówkę odbywają motyle Danaus plexippus, które wędrują z Kanady do tropikalnej Ameryki i z powrotem.

### Kierunek wędrówek
Czynne wędrówki ryb związane są często ze zmianą środowiska, dlatego wyróżniono następujące typy, podzielone na dwie grupy, w zależności od kierunku:
- wędrówki poziome – sięgające setek, a nawet tysięcy kilometrów[2]:
  - diadromiczne – między wodami morskimi a śródlądowymi:
    - wędrówka anadromiczna – wędrówka rozrodcza z morza do wód słodkich,
    - wędrówka katadromiczna – wędrówka rozrodcza z wód słodkich do mórz,
    - wędrówka amfidromiczna – z morza do wód słodkich lub odwrotnie, ale nie w celu rozrodu,

  - potamodromiczne – tylko w obrębie śródlądowych wód słodkich,
  - oceanodromiczne – w obrębie morza,
  - denatantne – z prądem wody,
  - kontranatantne – przeciw prądowi wody,
- wędrówki pionowe – z większych głębokości na płycizny i z powrotem[2].

Przykładowymi rybami wędrownymi są węgorze i łososie, które pokonują kilka tysięcy kilometrów w celu odbycia tarła.

### Znaczenie w cyklu życiowym
- wędrówki tarłowe, rozrodcze,
- wędrówki żerowiskowe, pokarmowe,
- wędrówki zimowiskowe

## Inne

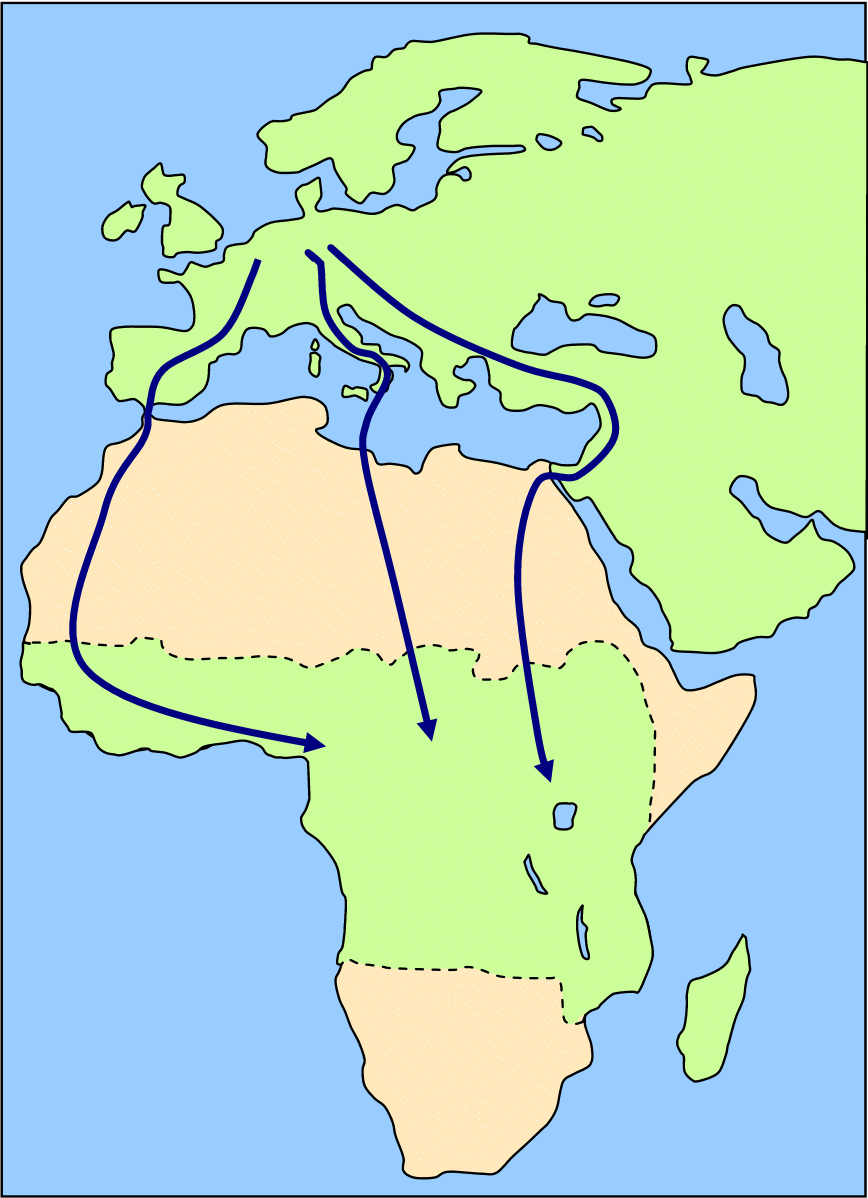
Przykładowe trasy wędrówek ptaków z Europy do Afryki

Płazy wędrują regularnie w celu złożenia skrzeku.
Wśród ssaków dobrze znane są wędrówki kopytnych i nietoperzy. Te ostatnie wędrują w celu znalezienia zimowiska, gdzie zapadają w hibernację.
Wędrówki ptaków są jednymi z najbardziej widowiskowych. Związane są z unikaniem przez ptaki niekorzystnych warunków panujących w niektórych miesiącach na lęgowiskach.